# Enniskillen n.º 3
Enniskillen n.º 3 es un municipio rural canadiense situado en la provincia de Saskatchewan.

## Superficie
Enniskillen n.º 3 tiene una superficie de 820,04 km².

## Demografía
En 2021, tenía 422 habitantes, una densidad poblacional de 0,5 hab./km², y 193 viviendas.